# Военная карьера Адольфа Гитлера
Военная карьера Адольфа Гитлера разделяется на две части. Основная часть прошла во время Первой мировой войны, когда Гитлер служил ефрейтором Баварской армии, другая часть во Вторую мировую войну, когда Гитлер, занимая пост фюрера нацистской Германии, был верховным главнокомандующим вермахта.

## Первая мировая война
В мае 1913 года, получив последнюю долю наследства своего отца, Гитлер перебрался из Вены в Мюнхен, где зарабатывал на жизнь рисунками различных архитектурных памятников. Возможно, он покинул Вену, чтобы избежать призыва в австрийскую армию. Позднее он утверждал, что не желал служить в габсбургской империи из-за смешения рас в армии. Баварская полиция отправила его в Зальцбург, чтобы его призвали в австрийскую армию, но 5 февраля 1914 года он был признан негодным к воинской службе и вернулся в Мюнхен.
Гитлеру было 25 лет в августе 1914 года, когда Австро-Венгрия и Германия вступили в Первую мировую войну. У Гитлера было австрийское подданство и ему пришлось просить разрешения вступить в баварскую армию. Разрешение было дано. Судя по отчёту баварских властей от 1924 года, в котором ставится вопрос, как Гитлеру разрешили служить в баварской армии, скорее всего он был зачислен в армию по ошибке чиновников. Власти не смогли объяснить, почему Гитлер в 1914 году не был депортирован в Австрию, после того как не прошел призывную медкомиссию. Власти пришли к заключению, что вопрос о подданстве Гитлера просто не поднимался; таким образом, ему было разрешено вступить в баварскую армию. В армии Гитлер продолжал продвигать свои идеи немецкого национализма, которого он придерживался и развивал с юных лет.
В ходе войны Гитлер служил во Франции и в Бельгии в первой роте 16-го баварского резервного пехотного полка (полк Листа). Осенью 1914 года в составе первой роты он участвовал в первой битве при Ипре, которую современники назвали «детоубийством под Ипром», так как в первые 20 дней погибли около 40 тыс. новобранцев (почти половина из них студенты университетов). В конце битвы в полку Гитлера из 3 600 человек в живых остались 611. К декабрю рота Гитлера сократилась с 250 до 42 человек. Биограф Джон Киган утверждает, что после этого Гитлер замкнулся в себе до конца войны.
После битвы Гитлер был повышен с шутце (рядового) до ефрейтора и назначен полковым посыльным. Некоторые рассматривают назначение как «относительно безопасную службу», поскольку полковые штабы находились в нескольких милях от фронта. Согласно Томасу Веберу, ранние историки того периода не различают полковых посыльных, размещавшихся вдали от фронта «в относительном комфорте» и ротных или батальонных посыльных, передвигавшихся по траншеям и часто попадавших под обстрел.
Служба посыльных изменилась, после того как германская армия на Западном фронте завязла в позиционной войне, установилась патовая ситуация. Уменьшилось число сообщений, передаваемых гонцами (пешком или на велосипедах), больше информации стало передаваться по телефону. Соратники Гитлера тоже служили в штабе и смеялись над «Ади» за его неприязнь к пошлым рассказам и меняли свой джем на его табак.
В начале 1915 года ефрейтор Гитлер приручил бродячую собаку и назвал её Фухсль (маленькая лиса), выучил её множеству трюков, она стала его любимым компаньоном. Гитлер называл Фухсля «настоящей цирковой собакой». В августе 1917 года полк Листа был переведён на тихий участок фронта в Эльзасе. В ходе перемещения полка были украдены Фухсль и папка с рисунками и набросками Гитлера. Гитлер был убит горем, но всё же воспользовался своим первым отпуском и провёл 18 дней в Берлине, остановившись в семье товарища.
Полк Листа участвовал во многих сражениях, в том числе первой битве за Ипр (1914), битве на Сомме (1916), битве за Аррас (1917) и битве за Пасшендале (1917). В ходе сражения за Фромелле 19-20 июля 1916 года австралийцы пошли в свою первую атаку во Франции и штурмовали баварские позиции. Баварцы отбили атаку, австралийцы потеряли 7 тыс. чел. что стало второй по масштабам потерей за один день на Западном фронте. В истории полка Листа эта блестящая оборона превозносится как «олицетворение германской армии на Западном фронте».
На Нюрнбергском трибунале два из бывших начальников Гитлера показали, что Гитлер отказался от повышения. Гитлер был дважды награждён за проявленную храбрость. В 1914 году он получил Железный крест второго класса (бывший сравнительно общей наградой), а в 1918 году Железный крест первого класса, эта награда редко выдавалась ефрейторам. К последней Гитлера представил лейтенант Хуго Гутман, адъютант полка Листа. Гутман был евреем. Согласно Веберу, эта редкая награда обычно вручалась тем, кто состоял при полковых штабах, как, например, Гитлер, который, в отличие от боевых солдат, контактировал с более старшими по рангу офицерами. Свой первый Железный крест Гитлер получил после наступления по открытой местности, где посыльные были незаменимы, в тот день полк, уже истощённый в боях, потерял 60 человек убитыми и 211 ранеными.
В ходе битвы на Сомме в октябре 1916 года Гитлер был ранен в левое бедро снарядом, разорвавшимся у входа в землянку посыльных. Он умолял не эвакуировать его, однако почти два месяца провёл в госпитале Красного креста в Белице (земля Бранденбург), после чего получил приказ явиться на сборный пункт в Мюнхене. Он написал своему командиру гауптману Фрицу Видеману с просьбой призвать его в полк, поскольку не мог находиться в Мюнхене, зная, что его товарищи на фронте. Видеман договорился, чтобы Гитлер вернулся в полк 5 марта 1917 года.
15 октября 1918 года Гитлер и несколько его товарищей пострадали от британской газовой атаки (горчичный  газ). Они временно ослепли, а Гитлер, согласно Фриделинде Вагнер, также потерял голос и был помещён в госпиталь в Пазевальке (Померания). Находясь там, 10 ноября он услышал от пастора о поражении Германии и, по его словам, узнав об этом, ослеп во второй раз. Гитлер был оскорблён Версальским договором (1919), по которому на Германию была возложена ответственность за начало войны, потерей Германией территорий, демилитаризацией и оккупацией союзниками по Антанте Рейнской области, а также введением санкций, разрушительных для экономики. Позднее он писал: «Когда я был прикован к постели, ко мне пришла идея, что я освобожу Германию, что я сделаю её великой. Я сразу понял, что это будет воплощено». Однако маловероятно, что именно в это время Гитлер решил посвятить себя политической карьере.

## После революции
19 ноября 1918 года Гитлер был выписан из госпиталя и 21 ноября вернулся в Мюнхен, где был приписан к 7-й роте первого  запасного батальона второго пехотного полка. В декабре он получил назначение в охрану лагеря военнопленных в Траунштейне и оставался там до роспуска лагеря в декабре 1919 года.
Гитлер вернулся в Мюнхен и провёл несколько месяцев в казармах, ожидая нового назначения. Столица народного государства Бавария погрузилась в хаос. 21 февраля 1919 года немецкий националист застрелил социалиста Курта Эйснера. В ходе покушения был также ранен его соперник Эрхард Ауэр. Также были убиты майор Пауль Риттер фон Ярайс и консервативный политик Хейнрих Озель. Берлин послал войска, которые коммунисты назвали «Белой гвардией капитализма». З апреля 1919 года Гитлер был избран связным своего батальона, 15 апреля он был избран снова. В это время он призывал свое подразделение держаться подальше от боевых действий и не присоединяться ни к одной из сторон. Баварская советская республика была официально упразднена 6 мая 1919 года, когда генерал-лейтенант Бурхард фон Овен и подчинённые ему части объявили, что зачистили город. Гитлер объявил своего товарища-связного Георга Дуфтера советским подстрекателем. Он также дал показания военной комиссии по расследованию, в результате которых уволить других военных, «заражённых революционным духом». За антикоммунистические воззрения ему было позволено избежать демобилизации, когда в мае 1919 года его часть была расформирована.  
В июне 1919 года Гитлер был переведён в отдел демобилизации второго пехотного полка. В это время германское командование издало эдикт, что главным приоритетом армии является «совместно с полицией осуществление строгого надзора за населением ... так, чтобы можно было обнаружить и подавить вспышку любых новых беспорядков». В мае 1919 года Карл Майр возглавил шестой батальон гвардейского полка в Мюнхене и с 30 мая  стал главой отдела образования и пропаганды (Dept Ib/P) штаба № 4 баварского рейхсвера. В качестве главы отдела разведки в начале июня 1919 года он нанял Гитлера в качестве тайного агента. Под руководством капитана Майра в рейхсверлагере Лехфельд около Аугсбурга были организованы курсы «национального мышления». Гитлер посещал курсы с 10 по 19 июля. За это время он настолько впечатлил Майра, что летом 1919 года тот назначил его одним из 26 инструкторов антибольшевистской «образовательной команды».  
В задачу Гитлера как агента (Verbindungsmann) разведки (Aufklärungskommando) входило оказание влияния на других солдат и проникновение в германскую рабочую партию (DAP). В ходе наблюдения за деятельностью DAP Гитлер проникся идеями антисемитизма, национализма, антикапитализма и антимарксизма основателя партии Антона Дрекслера. Дрекслер был впечатлён ораторским  искусством Гитлера и предложил ему вступить в партию, что Гитлер и сделал 12 сентября 1919 года.

## Случай с Генри Тэнди
Гитлер и британский солдат Генри Тэнди якобы случайно встретились 28 сентября 1918 года недалеко от французской деревни Маркуэн. Тэнди служил в 5-м полку герцога Веллингтона. Он уже было прицелился, чтобы застрелить одного раненого немца, но в последний момент пощадил неприятеля, опустив винтовку. Немецкий солдат в благодарность кивнул ему и скрылся. Предполагается, что этим солдатом был Адольф Гитлер. Дэвид Джонсон, написавший книгу о Тэнди, считает эту историю городской легендой.
В октябре 1918 года Гитлер, вероятно, увидел в газете заметку о награждении Тэнди Крестом Виктории и, узнав его, вырезал заметку.
В 1937 году Гитлеру стало известно о картине Фортунино Матании от доктора Отто Швенда, члена его штаба. В 1914 году Швенд служил офицером медицинской службы в ходе первой битвы за Ипр. В 1936 году подполковник Эрл прислал ему копию картины. Эрл лечился у Швенда на Менинском перекрестке, и они поддерживали связь после войны.
Командование полка Грин Ховардс заказало картину в 1923 году у итальянского художника. На ней изображен солдат, якобы Тэнди, который в 1914 году несет раненого на перекрестке Круизеке, к северо-западу от Менина. Картина была выполнена по эскизу на основе реального события на этом перекрестке. Эскиз Матании предоставил полк. Здание, на фоне которого изображен Тэнди, принадлежало семье Ван Ден Бруке. Полк Грин Ховардс подарил этой семье копию картины.
Швенд получил большую фотографию этой картины. Адъютант Гитлера капитан Видеман написал следующий ответ: «Я признателен за ваш дружеский подарок, который был отправлен в Берлин благодаря любезности доктора Швенда. Фюрер действительно очень интересуется событиями, связанными с его собственным военным опытом, и он был явно тронут, когда я показал ему фотографию и объяснил, почему вы решили ее послать. Он распорядился, чтобы я передал вам его большую благодарность за ваш дружеский подарок, который так богат воспоминаниями».
Видимо, Гитлер опознал Тэнди в солдате, несущем раненого, по фотоснимку на газетной вырезке.
В 1938 году Невилл Чемберлен посетил Гитлера в Бергхофе. Увидев картину, он спросил про неё. Гитлер ответил: «Этот человек был так близок к тому, чтобы убить меня, что я думал, что никогда больше не увижу Германию. Провидение уберегло меня от такого дьявольски точного огня, который вели по нам эти английские парни».
Согласно рассказу, Гитлер попросил Чемберлена передать Тэнди наилучшие пожелания и благодарность. Чемберлен обещал лично позвонить Тэнди по возвращении, что, по-видимому, он и сделал. В исследовательском центре Кэдбери, где содержатся копии документов и дневников Чемберлена, нет сведений о Тэнди в связи со встречей Гитлера в 1938 году. На звонок Чемберлена якобы ответил девятилетний мальчик Уильям Уэйтли, связанный с женой Тэнди Эдит. Однако Тэнди в то время проживал в Ковентри по адресу Коуп-стрит, 22 и работал в Triumph Motor Company. Согласно документам компании, у них было всего три телефонных линии, ни одна из них не была адресом Тэнди. В записях архива British Telecommunications также нет сведений о телефонах, зарегистрированных в 1938 году по этому адресу.
Историки высказывают серьёзные сомнения в том, что случай встречи Гитлера с Генри Тэнди действительно имел место. 10 сентября 1918 года Гитлер получил свой второй отпуск на 18 дней. Это означает, что в предполагаемую дату описанного события он скорее всего находился в Германии.
Однако, в 1918 году военное подразделение Гитлера действительно воевало против английских военных частей Энтони Идена, будущего премьер-министра Великобритании, это они оба узнали, когда встречались во время мюнхенских переговоров в 1938 году.

## Комментарии
1. ↑  В 1940 году после победы над Францией и Голландией двое из них сопровождали Гитлера в поездке по их военным местам во Фландрии[12]
2. ↑  Compare:"Bruder Hitler": Autoren des Exils und des Widerstands sehen den "Führer" des Dritten Reiches. — Heyne, 1989. — P. 21. — «Frage: Warum ist dieser 'Führer' viereinhalb Kriegsjahre lang ewig nur Gefreiter geblieben? Es war Mangel an Unteroffizieren; trotzdem sagte sein Kompanieführer: 'Diesen Hysteriker mache ich niemals zum Unteroffizier!' [Вопрос: Почему этот «фюрер» оставался всего лишь ефрейтером в течение 4,5 лет войны? Был недостаток унтер-офицеров, но тем не менее его ротный командир сказал: «Я никогда не сделаю эту истеричку унтер-офицером!»]». — ISBN 9783453033856.